# Celule T
Celulele T sau limfocitele T reprezintă limfocite cu un rol central în imunitatea mediată celular. Ele diferă de alte limfocite, cum ar fi celulele B sau celulele NK, prin prezența unui receptor pentru celulele T (TCR), pe suprafața membranei celulei. Ele sunt numite celule T, deoarece acestea se maturizează în timus. Există mai multe subseturi de celule T, fiecare cu o funcție specifică.

## Ontogenia
Toate celulele T provin din celulele stem hematopoietice din măduva osoasă. Aceste celule derivate din celule stem hematopoietice migrează în timus, unde se divid rapid, generând o populație mare de timocite imature. Cele mai naive timocite nu exprima nici CD4, nici CD8, fiind astfel numite timocite dublu-negativ (CD4- CD8-). Pe măsură ce acestea se maturizează, timocitele devin dublu-pozitive (CD4 + CD8 +), și în cele din urmă, devin limfocite mature, dar naive imunologic mono-pozitive (CD4 + CD8- (limfocite T helper) sau CD4- CD8 + (Limfocite T citotoxice)), care din timus ajung în țesuturile periferice.
Aproximativ 98% din timocite mor în timpul procesului de maturizare din timus, nefiind in stare sa treacă de selecțiile pozitive sau negative, în timp ce cele 2% ramase devin celulele T imunocompetente.
Timusul contribuie cu mai puține celule odată cu înaintarea în vârstă. Odată cu micșorarea treptată, cu aproximativ 3% pe an, a timusului la adult, există o scădere corespunzătoare a producției de limfocite T naive, crescând rolul expansiunii celulelor T periferice în protecția imunitară a persoanelor în varstă.

## Activarea
Activarea limfocitelor CD4+ are loc prin implicarea atât a receptorilor de celule T (TCR), care reacționează cu complexul MHC de pe celulele prezentatoare de antigen (APC), cat și a proteinei CD28 de pe suprafața celulei T, care reacționează cu membrii familiei B7. Ambele sunt necesare pentru producerea unui răspuns imun eficient, în lipsa de CD28 co-stimulare, T-celule de semnalizare receptorilor rezultate numai în anergie. Căile de semnalizare în aval, atât din CD28 și receptorul de celule T implică mai multe proteine.
- Primul semnal apare în urma legării receptorului celulei T la un peptid scurt prezentat de MHC de pe o altă celulă (APC pentru celule T helper, orice celulă nucleată pentru celule T CD8+). Acest lucru asigură faptul că doar celulele T cu un TCR specific pentru peptida din cupa MHC este activat. Peptidele prezentate de MHC clasa I au o lungime de 8-9 resturi de aminoacizi; peptidele de MHC de clasa II sunt mai lungi, cu o lungime de 12-25 aminoacizi.

- Al doilea semnal vine de la co-stimulare, în care receptorii de suprafață de pe APC sunt induși de un număr mic de stimuli produși de agenții patogeni, dar și de produșii de degradare ai unor celule, cum ar fi cele necrotice sau HSP. Singurul receptor co-stimulator exprimat constitutiv pe celulele T naive este CD28, co-stimularea pentru acesta fiind realizată de proteinele CD80 și CD86, care alcătuiesc proteinele B7 de pe APC .